# Xian de Shiqian
Le xian de Shiqian (石阡县 ; pinyin : Shíqiān Xiàn) est un district administratif de la province du Guizhou en Chine. Il est placé sous la juridiction de la préfecture de Tongren.

## Démographie
La population du district était de 354 539 habitants en 1999.